# Xã Vernon, Quận Kidder, Bắc Dakota
Xã Vernon (tiếng Anh: Vernon Township) là một xã thuộc quận Kidder, tiểu bang Bắc Dakota, Hoa Kỳ. Năm 2010, dân số của xã này là 26 người.